# Nguyễn Bá Nhạ
Nguyễn Bá Nhạ (阮伯迓, 1822-1848) quê xã Hoằng Lộc, huyện Hoằng Hóa, tỉnh Thanh Hóa. Ông đỗ Hoàng giáp khoa Quý Mão (1843) đời Thiệu Trị năm 22 tuổi, làm chức tri phủ .

## Tiểu sử
Nguyễn Bá Nhạ tên hiệu là Long Châu, sinh năm Nhâm Ngọ (1822), con của tri huyện An Lạc Nguyễn Thận Tuyển. Lúc 22 tuổi, ông đã đỗ Đệ nhị giáp Tiến sĩ xuất thân thứ nhất (tức Hoàng Giáp) tại khoa thi năm Quý Mão, Thiệu Trị (1843) .
Khoảng năm Thiệu Trị thứ 4 (1844), ông được bổ nhiệm làm Tri phủ Hàm Thuận. Năm Mậu Thân, Tự Đức 2 (1848), ông mất đột ngột vì trọng bệnh khi vừa 27 tuổi. Vua Tự Đức thương tiếc người tuổi trẻ tài cao, đã gửi viếng ông đôi câu đối:

"Nhân sinh bách tuế vi kỳ, bán chi bán lân quân mệnh bạc 

Nhữ thiếu tam nguyên cập đệ, kỳ cách kỳ sử ngã tâm bi"

Nghĩa là: 

Người sinh trăm tuổi định kỳ, nửa trong nửa thương người mệnh bạc 

Người trẻ ba lần đậu nhất, tài trên tài khiến trẫm thương tâm .

## Giai thoại: Trên đè thì dưới chống
Tại làng có Bảng Môn Đình, nơi thờ trên mười vị tiến sĩ có hương ước: ngoài trọng tuổi rồi đến trọng học mới đến trọng chức vụ. Vì thế trong một dịp lễ làng, ông Nghè mới đậu ở bậc Hoàng giáp dù còn rất trẻ cũng được mời ngồi chiếu trên với các cụ tiên chỉ. Một cụ Cống (cử nhân) cũng người làng đang làm Thượng thư trong triều ra sau thấy không còn chỗ ở trên nên bực bội ra về. Về triều, quan mời các quan thân cận giỏi văn thơ để ra một vế đối thật khó bắt làng đối lại. Nếu làng không đối được thì sẽ cho phá Bảng Môn Đình để làng hết trọng, còn nếu đối được thì quan thượng thư cũng xin chịu Làng phạt.
Vế xuất "Ngói đỏ lợp Nghè: lớp trên đè lớp dưới"
được ông Nghè trẻ tuổi đối lại "Đá xanh xây Cống: hòn dưới chống hòn trên".
Tưởng cụ "Cống" làm đến chức Thượng thư tự cho là lớp trên đè được ông "Nghè" lớp dưới. Hóa ra quan Thượng thư lại phải chịu phạt làm ván lát sàn đình cho làng ngồi.